# Circular Panorama of the Base of the Electric Tower, Ending Looking Down the Mall
 (janvier 2025).
Pour plus de détails, voir Fiche technique et Distribution.
Circular Panorama of the Base of the Electric Tower, Ending Looking Down the Mall est un film américain muet et en noir et blanc sorti en 1901.